# (1639) Bower
(1639) Bower es un asteroide perteneciente al cinturón de asteroides descubierto por Sylvain Julien Victor Arend desde el Real Observatorio de Bélgica, Uccle, el 12 de septiembre de 1951.

## Designación y nombre
Bower fue designado al principio como 1951 RB.
Más adelante se nombró en honor del astrónomo estadounidense Ernest Clare Bower (1890-1964).

## Características orbitales
Bower está situado a una distancia media del Sol de 2,573 ua, pudiendo acercarse hasta 2,185 ua. Tiene una inclinación orbital de 8,44° y una excentricidad de 0,1508. Emplea en completar una órbita alrededor del Sol 1507 días.